# Fristads kyrka

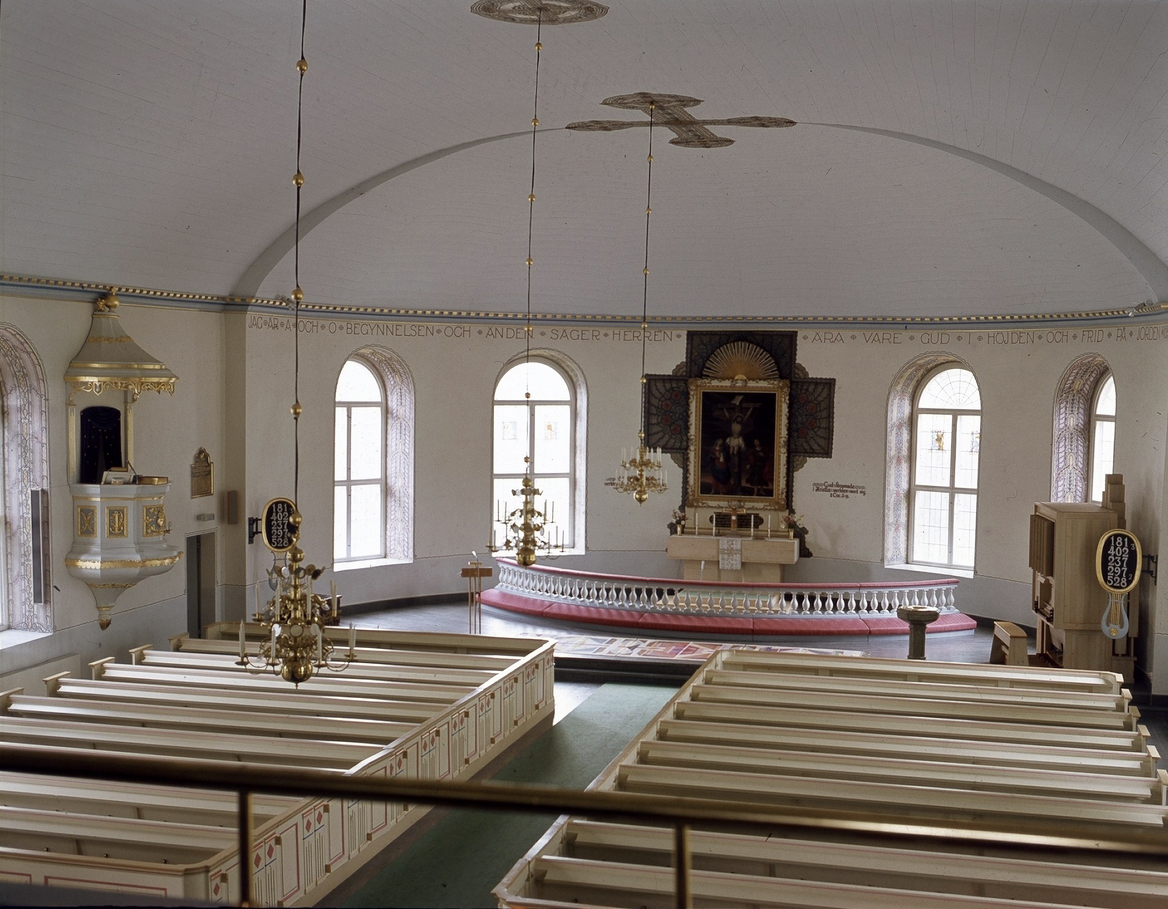
Interiör mot koret 1979

Fristads kyrka ligger i östra delen av samhället Fristad, omkring en mil norr om Borås. Den tillhör sedan 2010 Fristads församling (tidigare Fristad-Gingri församling) i Skara stift. 

## Tillkomst och ombyggnader
År 1830 beslutade sockenstämmorna i Fristad och Gingri att uppföra en ny gemensam kyrka i Fristad, strax norr om platsen för Fristads medeltidskyrka, som då revs, liksom Gingri kyrka.  
Den nya kyrkan uppfördes 1850 av byggmästare Petter Pettersson i Sandhult, som även svarade för ritningarna. Byggnaden är typisk för de så kallade Sandhultsbyggmästarna och detta var ett av Petterssons sista projekt. Han hade då rest ett tjugotal kyrkor i bygden. 
År 1916 genomfördes en större invändig restaurering och 1972-1973 en omfattande renovering då kyrkorummet minskades något och två nya rum byggdes under läktaren. Det ena, som kallas Gingrirummet, används för mindre andakter. Hela golvet belades med kalkstensplattor och nya bänkar och ett nytt altarbord tillkom. 

## Kyrkobyggnaden
Byggnaden har stenstomme och består av ett rektangulärt långhus med ett halvrunt kor i öster och torn i väster. Vid långhusets nordöstra sida finns en vidbyggd sakristia. Ytterväggarna är spritputsade och genombryts av stora rundbågiga fönsteröppningar. Långhuset och sakristian har sadeltak täckta med skiffer medan det runda korets tak är belagt med kopparplåt. Tornet har ett kopparbelagt tak. Ovanpå torntaket vilar en fyrkantig öppen lanternin med kopparbelagda väggar och tak. Lanterninen kröns med ett kors. Kyrkorummet är ljust och spatiöst.

## Inventarier
- Predikstolen med ljudtak och femsidig korg är tillverkad 1862 av Lars Hansson, Holmen, Rångedala.
- Altarringen och läktaren är från byggnadstiden.
- Altartavlan härstammar från den gamla kyrkan och är tillverkad 1753 med ett Golgatamotiv. Tavlans förgyllda ram är från 1852.
- I korets vänstra sida står en dopfunt av grön kolmårdsmarmor tillverkad 1916. Funten har en åttakantig cuppa med ett dopfat av mässing.
- Längst bak i kyrkan finns träskulpturer tillverkade 1958 av Ivar Lindekrantz. Skulpturerna föreställer de bibliska personerna: Stefanos, Paulus, Mose och Elia.

### Klockor
I tornet hänger tre kyrkklockor. 
- Storklockan, som härstammar från Gingri kyrka, är av senmedeltida normaltyp och saknar inskrift.
- Mellanklockan är gjuten 1729.
- Lillklockan är medeltida och saknar inskrift.[1]

### Orglar
- På den västra läktaren finns en orgel, tillverkad av Grönlunds Orgelbyggeri, 1978 med 34 stämmor fördelade på två manualer och pedal med fasad ritad av C. G. Lewenhaupt. Fasaden från 1853 års orgel finns bevarad på kyrkvinden inklusive fasadpipor. Även skylt från 1942 års orgel finns bevarad, som har uppgifter om privata donatorer.[2]
- Placerad söder i koret finns en orgel också tillverkad av Grönlunds 1973. Den har sju stämmor och manual och pedal.[3]

## Gingri kyrka
Gingri kyrka var från äldre medeltid. Den revs 1862. Inventarier från kyrkan är bevarade. Grundmurarna grävdes ut 1928. Som minnesmärke uppfördes 1937 en klockstapel vid Gingri kyrkplats och en häck har planterats som visar kyrkgrundens utbredning.
- Från Gingri kyrka härstammar cuppan till en dopfunt av sandsten tillverkad omkring år 1200 med höjden 40 cm. Cuppan är cylindrisk med rundad undersida,  utan ornamentik och saknar uttömningshål.[4]

## Längjums kyrka
Längjums kyrka, ej att förväxla med Längjums kyrka i Vara kommun, låg 2,5 kilometer norr om Fristads kyrka. Den användes inte sedan 1500-talet, men ruinen stod kvar fram till 1860-talet. Då togs material från dess stenmurar i anspråk vid det pågående järnvägsbygget. En minnessten finns på den gamla kyrkplatsen.